# Östra Sälsjömossen
Östra Sälsjömossen este o arie protejată (arie specială de conservare — SAC, sit de importanță comunitară — SCI, arie de protecție specială avifaunistică — SPA) din Suedia întinsă pe o suprafață de 103,2 ha, integral pe uscat.

## Localizare
Centrul sitului Östra Sälsjömossen este situat la coordonatele 59°11′50″N 14°18′19″E / 59.1973°N 14.3053°E.

## Înființare
Situl Östra Sälsjömossen a fost declarat sit de importanță comunitară în ianuarie 1998 pentru a proteja 3 specii de animale. Alte tipuri de protecție:
- arie de protecție specială avifaunistică (în ianuarie 1998)[2]
- arie specială de conservare (în martie 2011)[1][3][4]

## Biodiversitate
Situată în ecoregiunea boreală, aria protejată conține 3 habitate naturale: Turbării active, Taiga vestică, Mlaștini turboase de tranziție și turbării mișcătoare.
La baza desemnării sitului se află mai multe specii protejate de  păsări (3): cocor (Grus grus), ploier auriu (Pluvialis apricaria), fluierar de mlaștină (Tringa glareola).